# Parepisactus morai
Parepisactus morai är en insektsart som beskrevs av Marius Descamps 1971. Parepisactus morai ingår i släktet Parepisactus och familjen Eumastacidae. Inga underarter finns listade i Catalogue of Life.